# James Hylton

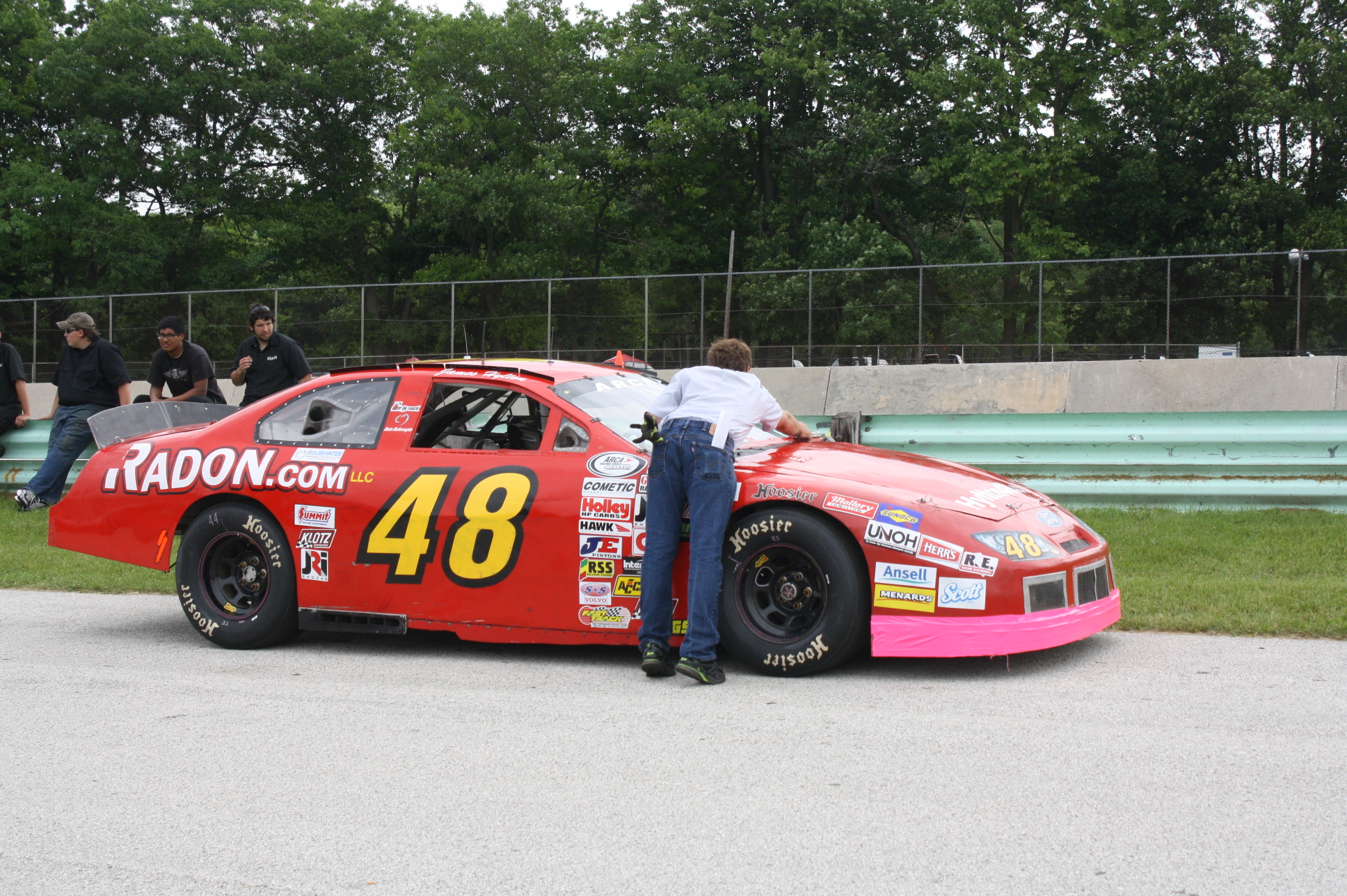
Hyltons Ford uit 2013

James Hylton (Roanoke (Virginia), 26 augustus 1934 – Franklin County, 27 april 2018) was een Amerikaans autocoureur. Hij reed tussen 1964 en 1993 in de NASCAR Winston Cup.

## Carrière
Hylton debuteerde in de NASCAR in 1964. In 1966 won hij de trofee rookie of the year. Hij reed tijdens zijn carrière 601 races waarvan hij er twee won. De eerste overwinning kwam er in 1970 toen hij de Richmond 500 op de Richmond International Raceway won. Twee jaar later won hij de Talladega 500 op de Talladega Superspeedway. Naast de twee gewonnen wedstrijden finishte hij 138 keer in de top vijf van een race. Hij werd drie keer vice-kampioen, in 1966, 1967 en 1971. Hij reed zijn laatste race in 1993 op de Darlington Raceway. Door mechanische problemen kon hij de TranSouth 500 niet uitrijden. In 2009 wilde hij zich op 74-jarige leeftijd proberen te kwalificeren voor de Daytona 500, maar hij gaf uiteindelijk forfait. In 2011 reed hij op 76-jarige leeftijd een race in de Nationwide Series en een race in de Truck Series. Hij moest twee keer opgeven met mechanische pech.